# Maurizio Bensaude
Maurizio Bensaude, nascut Maurício Bensaúde (Ponta Delgada, 13 de febrer de 1863 - Lisboa, 22 de desembre de 1912), fou un baríton operístic portuguès. Va arribar a Lisboa el 1884, on va rebre formació vocal per un temps curt, i llavors va fer el seu debut en el mateix any al Teatro da Trindade de Lisboa, en l'opereta La petite mariée per Charles Lecocq. Després va cantar una altra opereta a la capital portuguesa, al Teatro de D. Maria, on va aparèixer en operetes i comèdies musicals. Va començar a agafar rols operístics també al final dels 1880. Aviat va aconseguir l'èxit, i va començar a tenir aparicions en l'àmbit internacional.
El 1896, va cantar al Teatro Costanzi de Roma, com a Riccardo a I Puritani de Bellini i com a Gunther a Götterdämmerung de Wagner el 1897. Les temporades 1893-94 i 1898-99 va estar lligat a l'Òpera Metropolitana de Nova York, on va interpretar Amonasro en el debut d'Aida. El 1899, va actuar al Teatro Regio de Torí, i el 1900, va actuar al Covent Garden de Londres com a Amonasro i Figaro a El barber de Sevilla. També va ser convidat a l'Staatsoper Unter den Linden de Berlín, el Teatro Argentina de Roma, París i Milà, a l'Òpera d'Odessa, i a Zagreb. També va cantar a Brasil i als Estats Units.
El 1910, va deixar la seva carrera a l'escenari. Després va treballar com a mestre i va ser actiu en l'administració del Teatro de São Carlos de Lisboa, però va morir dos anys després del seu adéu als escenaris.
Bensaude va ser casat amb la cantant d'òpera Julia de Fano.